# لپیفانی، کبک (شهرک)
لپیفانی (به فرانسوی: L'Épiphanie) شهرکی در منطقه شهری لسومپسیون ناحیه لانودییر در استان کبک کانادا است. در سرشماری سال ۲۰۱۱ این شهرک ۴٬۴۸۱ نفر جمعیت داشته‌است و مساحت آن ۲٫۴۶ کیلومتر مربع است.